# 볼마리 이소홀로
볼마리 이소홀로(핀란드어: Volmari Iso-Hollo, 1907년 5월 1일 ~ 1969년 6월 23일)는 핀란드의 육상 선수이자, 하계 올림픽 3000m 장애물 경주 2연승을 하였다.
일로예르비 출신으로 세계 대전들 사이에 중·장거리 육상을 지배한 핀란드 육상 선수들 중에 마지막의 하나로 알려졌다.
청소년 시절에 스키, 체조, 권투를 하다가 육군에 입대하면서 육상을 시작하였다. 400m부터 마라톤까지 다양한 종목에서 성공을 거두었다.
이소홀로의 첫 금메달은 1932년 로스앤젤레스 올림픽에서 3000m 장애물경주였다. 심사들이 그의 마지막 바퀴에서 벨을 울리지 않자, 그의 완료 거리가 3460m였던 이유로 세계 기록의 기회에 거절되었다. 10,000m에서 은메달을 획득하기도 하였다.
1933년 라흐티에서 3000m 장애물경주를 9분 09.4초로 달려 세계 기록을 깨고, 1936년 베를린 올림픽에 강력한 우승 후보로 떠났다. 거기서 3000m 장애물경주의 세계 기록 9분 03.8초로 2연승을 하고, 10,000m 3위를 하였다.
올림픽이 끝난 후, 류머티즘에 걸렸으나 1945년까지 계속 경기에 나갔다. 62세의 나이로 헤이놀라에서 사망하였다.